# 羊堡站
羊堡站是位于云南省昆明市官渡区小板桥街道一个铁路车站，建于1997年，邮政编码650200。
羊堡站目前为四等站，隶属昆明铁路局管辖，西距昆明站11公里，东距威舍站297公里，南宁站817公里。该站仅办理昆明与威舍间普慢列车的旅客乘降；不办理行李、包裹托运。货运仅办理专用线、专用铁道整车货物发到。

## 历史
建于1997年。